# Kristine Kathryn Rusch
Kristine Kathryn Rusch (4 juni 1960) is een Amerikaans sciencefiction- en fantasyschrijfster en redacteur. Ze schrijft ook detectiveverhalen onder het pseudoniem Kris Nelscott en romantische verhalen als Kristine Grayson.
Rusch kreeg in 1990 de John W. Campbell Award voor beste nieuwe schrijver. In 1992 won ze de Locus Award voor de novelle The Gallery of His Dreams. Ze won een Hugo Award in 2001 met haar novelette Millennium Babies. 
Ze is getrouwd met de schrijver Dean Wesley Smith met wie ze onder andere een aantal Star Trek boeken heeft geschreven. Gezamenlijk brachten ze het tijdschrift Pulphouse: The Hardback Magazine op de markt, waarvoor ze de World Fantasy Award in 1989 kregen. Ook kregen ze samen de Locus Award (1991) voor non-fictie met het Science Fiction Writers of America Handbook.
Van 1991 tot 1997 was ze de redacteur van The Magazine of Fantasy and Science Fiction, waarmee ze in 1994 de Hugo verdiende. Vanaf juli 2010 schrijft ze een maandelijkse column in het online tijdschrift Aeon Speculative Fiction.
In 2007 ontving ze de Sidewise Award for Alternate History voor haar korte verhaal Recovering Apollo 8.

## Gedeeltelijke bibliografie
The Fey serie
- The Sacrifice (1995)
- The Changeling (1996)
- The Rival (1997)
- The Victory (1998)
- The Resistance (1998)

The Tenth Planet serie
- The Tenth Planet (1999)
- Oblivion (2000)
- Final Assault (2000)

Black Throne serie
- The Black Queen (1999)
- The Black King (2000)

Retrieval Artist serie
- The Retrieval Artist and Other Stories (2002)
- Extremes (2003)
- Consequences (2004)
- Buried Deep (2005)

#### Star Warsserie
- The New Rebellion (1996)

Enkele romans
- The Gallery of His Dreams (1991)
- X-Men (2000); boekadaptatie van X-Men - met Dean Wesley Smith
- Millennium Babies (2001)
- Shadow (2001)
- Fantasy Life (2003)
- Stone Cribs (2004)

#### Verhalenbundels
- Buffy the Vampire Slayer: Tales of the Slayer, Volume 2 (2002) - co-auteur
- Buffy the Vampire Slayer: Tales of the Slayer, Volume 4 (2004) - co-auteur
- Recovering Apollo 8 and Other Stories (2010)